# Dave Walker
Pour les articles homonymes, voir David Walker et Walker.
David Walker dit Dave (né le 25 janvier 1945 à Walsall en Angleterre) est un chanteur et guitariste ayant participé à de nombreuses formations musicales notamment Savoy Brown, Fleetwood Mac et Black Sabbath.